# Qassimiut
Qassimiut és un assentament del sud-oest de Groenlàndia que forma part del municipi de Kujalleq. El 2016 tenia 26 habitants.